# Agustín Millán García
Agustín Millán García, španski rokometaš, * 28. avgust 1958.
Leta 1980 je na poletnih olimpijskih igrah v Moskvi v sestavi španske rokometne reprezentance osvojil 5. mesto.
Udeležil se je tudi iger leta 1984 (8. mesto).